# أولاد العيساوي (آيت ابريم)
أولاد العيساوي هو دُوَّار يقع بجماعة شتوكة، إقليم الجديدة، جهة الدار البيضاء سطات في المملكة المغربية. ينتمي الدوّار لمشيخة آيت ابريم التي تضم 18 دوار. يقدر عدد سكانه بـ 467 نسمة حسب الإحصاء الرسمي للسكان والسكنى لسنة 2004.

## روابط خارجية
- البوابة الوطنية للجماعات الترابية
- المندوبية السامية للتخطيط